# Restless legs syndrome
Restless legs syndrome, også betegnet RLS eller rastløse ben er en relativt almindelig – formentlig neurologisk – sygdom, der også er kendt under navnet Willis-Ekbom disease. De personer, som rammes af sygdommen oplever et stærkt ubehag i benene, først og fremmest i underbenene. Sygdommen kan ikke helbredes, og symptomernes voldsomhed øges som hovedregel med alderen.
Symptomerne karakteriseres som krybende, varmende, stikkende, brændende og i nogle tilfælde smertende følelser i det ene eller i begge ben. Symptomerne opstår spontant og omfatter endvidere ufrivillige krampelignende bevægelser af benene, af mindre eller større voldsomhed. 
Hovedparten af de personer, som rammes af sygdommen, mærker først og fremmest symptomerne i underbenene, men symptomerne forekommer også i fødder, lår, forskellige dele af overkroppen og underarme, og i sjældne tilfælde endog hoved og nakke. Symptomerne optræder først og fremmest under hvile (og søvn), og de er derfor værst om aftenen og om natten, hvor de medvirker til rastløshed og en trang eller behov for at bevæge benene og de ramte dele af kroppen. Da sygdommen først og fremmest optræder om natten vil den ofte resultere i søvnforstyrrelser i varierende omfang.
Sygdommen, der ofte beskrives som "den mest almindelige sygdom, du aldrig har hørt om", anslås at ramme mellem 5 og 10% af befolkningen i varierende omfang. Årsagen er fortsat ukendt, men i en del af tilfældene lider patienterne af jernmangel. Tilførsel af jern kan i en del af disse tilfælde lette symptomerne, men ikke fjerne dem. Medicin mod Parkinson Syge har vist sig at hjælpe mange patienter, hvilket kan indikere en mangel på stoffet dopamin. Der findes ingen behandling, som kan helbrede sygdommen.

## Eksterne links
- Restless Legs-Portalen – dansk informationscentrum for sygdommen Restless Legs Syndrome (RLS) og dens behandling Arkiveret 20. februar 2008 hos  Wayback Machine
- www.rls.org – The Restless Legs Syndrome Foundation
- Restless Legs Syndrome Fact Sheet – fra National Institute of Neurological Disorders and Stroke (USA) Arkiveret 4. januar 2015 hos  Wayback Machine
- NINDS Restless Legs Syndrome Information Page – fra National Institute of Neurological Disorders and Stroke (USA) Arkiveret 2. december 2016 hos  Wayback Machine